# Kolega Crampton
Kolega Crampton (niem. Kollege Crampton) – komedia Gerharta Hauptmanna w pięciu aktach. Prapremiera odbyła się w Berlinie 16 stycznia 1892.  

## Treść
Akcja rozgrywa się na Śląsku. Tytułowym bohaterem utworu jest Harry Crampton, znany z nadużywania alkoholu profesor malarstwa na miejscowej akademii. Sprawia on mnóstwo problemów swej osiemnastoletniej córce, Gertrudzie. Dochodzi do tego, że Cramptonowi grozi nie tylko usunięcie ze stanowiska, ale też licytacja z powodu rozlicznych długów. Na pomoc Gertrudzie rusza zakochany w niej przyjaciel Max. Para zaręcza się, a profesor Crampton dochodzi do zdrowia.

## Ekranizacja
- Kollege Crampton (1967, reż. Wilhelm Semmelroth)[1]

## Kolega Cramptonw Polsce
Utwór został przełożony na język polski przez Ludomiła Germana. Utwór wystawiano m.in. w: Teatrze Miejskim w Krakowie (1898), teatrze Victoria w Łodzi (1900), Teatrze Polskim w Ogrodzie Potockiego w Poznaniu (1901) i Teatrze Nowym im. Heleny Modrzejewskiej w Poznaniu (1926).